# Sternatia
Sternatia – miejscowość i gmina we Włoszech, w regionie Apulia, w prowincji Lecce.
Według danych na rok 2004 gminę zamieszkiwało 2698 osób, 168,6 os./km².